# リチャード・ルイス
リチャード・ルイス（Richard Lewis, 1914年5月10日 - 1990年11月13日）は、イギリスのテノール歌手。本名はトーマス・トーマス(Thomas Thomas)。
マンチェスターの生まれ。ボーイ・ソプラノとして活動していたが、14歳のころには変声期のためにボーイ・ソプラノとしての活動ができなくなった。16歳からは綿工場で働きながら音楽の勉強を続け、1939年から1941年までマンチェスター王立音楽大学でノーマン・アリンに声楽を学ぶ。その後、ロンドン王立音楽院に進学し、1945年に卒業。オペラ歌手としての初舞台は、1939年のカール・ローザ・オペラ・カンパニーの巡業公演に参加した時にまで遡るが、1947年にグラインドボーン音楽祭とコヴェントガーデン王立歌劇場で歌って名声を得るに至った。1955年にはサンフランシスコ歌劇場でウィリアム・ウォルトンの《トロイラスとクレシダ》のアメリカ初演に参加してアメリカ・デビューを飾る。1963年にはCBEを叙勲。
イーストボーンにて没。